# Yamaoka Sōhachi

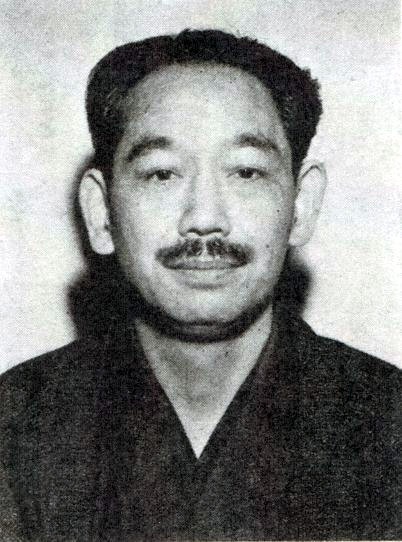
Yamaoka Sōhachi

Yamaoka Sōhachi (japanisch 山岡 荘八, eigentlich Fujino Shōzō; geboren am 11. Januar 1907 in Koide (Präfektur Niigata); gestorben am 30. September 1978 in Tokio) war ein japanischer Schriftsteller.

## Leben und Wirken
Yamaoka Sōhachi brach das Gymnasium ab. Er besuchte die Ausbildungsschule des Ministeriums für Kommunikation (逓信講習所, Teishin kōshūjo) und begann um 1934 mit dem Schreiben von Romanen. Während er  als Postangestellter und Zeitschriftenredakteur tätig war, wurde er von dem Schriftsteller Hasegawa Shin (1884–1963) gefördert. 1930 erhielt seine Erzählung „Das Versprechen“ eine Auszeichnung. 1942 erhielt er den 2. Förderpreis des Noma-Literaturpreises für „Kaisei senki“ (海底戦記) – etwa „Kriegsbericht vom Meeresboden“ und andere militärische Aufzeichnungen. Während des Krieges besuchte er das Kamikaze-Korps in Kanoya (鹿屋) in der Präfektur Kagoshima, eine Erfahrung, die Arbeiten einfloss.
Nach dem Zweiten Weltkrieg durfte Yamaoka auf Grund seiner Kriegspropaganda auf einer allgemeinen Anordnung der Alliierten „Removal and Exclusion of Undesirable Personell from Public Office“ eine Zeitlang nicht veröffentlichen. Sein Comeback machte er 1950 mit dem Roman „Tokugawa Ieyasu“, in  dem er Tokugawa Ieyasu als Rationalisten und als einen Gestaltenden auf der Suche nach Frieden sah. Zusammen mit „Der Pazifikkrieg“ (太平洋戦争, Taiheiyō senso; 1962 bis 1971) und „Meiji Tennō“  (明治天皇) (1963 bis 1968) wurde daraus eine Trilogie, sie sich mit der Individualität des japanischen Volkes beschäftigt.